# Universidad Católica de Murcia Club de Baloncesto
L'Universidad Católica de Murcia Club de Baloncesto, conosciuta più comunemente come UCAM Murcia o in passato come Club Baloncesto Murcia, è una squadra professionistica di pallacanestro della città di Murcia, Regione di Murcia, Spagna che gioca nella Liga ACB.

## Storia
Il club nasce nel 1985 con il nome di Agrupación Deportiva Juver per poi passare a chiamarsi nel 1991 C.B. Juver Murcia, dal nome dell'impresa murciana che fu sponsor del club fino alla stagione 1992-93.
La squadra cominciò giocando in un campionato locale nella stagione 1985-1986 per poi acquistare i diritti federativi del Logos di Madrid per militare nella Primera División B, dove ha giocato per quattro anni. Nelle finali dei playoff della stagione 1989-1990 arriva la promozione in Liga ACB, dopo la vittoria sull'Obradoiro. Successivamente si scoprirà che nella partita decisiva venne schierato erroneamente il giocatore Esteban Daniel Pérez Beltrán, il cui vero nome era Esteban Daniel Pérez Spatazza, internazionale argentino. Alla fine della vicenda, però, la ACB e la FEB acconsentirono alla promozione della squadra.
La rosa era allora composta da: Esteban Pérez, Rubén Scolari, Martín de Francisco, Mike Phillips, Emilio Nicolau, Adolfo Fernández, Davalillo, Miki Abarca, Quique Azcón, Ernesto Fernández e José Carlos Fernández.
Il club rimase nel massimo campionato per sei anni consecutivi.
Nella stagione 1993-94 il club cambiò nome e immagine corporativa. Da allora si chiamò semplicemente C.B. Murcia (senza alcuno sponsor) e i colori delle uniformi diventarono interamente rosse e venne introdotto nello stemma della squadra l'anagramma con lo scudo che è attualmente presente e che venne eletto come lo stemma più d'avanguardia tra tutti quelli dei team della Liga del 1994.
Nella stagione 1995-96 il club organizzò la fase finale della Copa del Rey con un eccellente esito organizzativo. Il Murcia venne battuto in semifinale dal TDK Manresa, che alla fine del torneo si proclamò vincitore in finale vincendo contro il più blasonato FC Barcelona.
Durante la stagione 1998-99 partecipò alla Liga ACB con un nuovo sponsor, chiamandosi Recreativos Orenes C.B. Murcia, mentre nella stagione precedente il nome ufficiale era C.B. Murcia Artel.
Nella stagione 1999-2000 tornò a chiamarsi C.B. Murcia per l'assenza di aziende patrocinatrici, per poi chiamarsi C.B. Etosa nella stagione successiva ed Etosa Murcia nelle due successive. Nel 2002 arriva la prima posizione nella Liga LEB e la conseguente promozione nel massimo campionato.
Per la stagione 2003-04 arriva un nuovo sponsor, la Polaris World, con l'obiettivo di stabilizzare il clb nella prima divisione, anche se una stagione nefasta portò il club nuovamente nel purgatorio della Liga LEB. Al termine della stagione l'impresa Polaris World acquistò le azioni del club spodestando l'allora presidente Juan Valverde in favore del nuovo Salvador Hernández.
Nella stagione 2003-04 il club vince la Copa del Príncipe de Asturias e centra la promozione in liga ACB proprio nell'anno del ventesimo anniversario dalla nascita della società.
Il 9 maggio del 2009 il C.B. Murcia vinse contro il CAI Zaragoza lo spareggio per non retrocedere nella Liga LEB Oro con una vittoria per 60 a 59.
A luglio del 2009 viene confermata la presidenza dell'imprenditore José Ramón Carabante, che comprende nel suo staff anche il giornalista sportivo José Ángel de la Casa.

## Roster 2021-2022
Aggiornato al 20 settembre 2021.
|    | Naz.                                                | Ruolo | Sportivo           | Anno | Alt. | Peso | Note |
| -- | --------------------------------------------------- | ----- | ------------------ | ---- | ---- | ---- | ---- |
| 1  | Stati Uniti (bandiera) · Azerbaigian (bandiera)     | P     | Jordan Davis       | 1997 | 188  | 84   |      |
| 3  | Stati Uniti (bandiera)                              | AP    | James Webb         | 1993 | 206  | 95   |      |
| 6  | Brasile (bandiera) · Spagna (bandiera)              | AC    | Augusto Lima       | 1991 | 208  | 118  |      |
| 7  | Spagna (bandiera)                                   | P     | Tomás Bellas       | 1987 | 185  | 90   |      |
| 8  | Lettonia (bandiera) · Spagna (bandiera)             | AG    | Rinalds Mālmanis   | 1996 | 206  | 95   |      |
| 11 | Montenegro (bandiera)                               | AG    | Nemanja Radović    | 1991 | 208  | 95   |      |
| 12 | Stati Uniti (bandiera) · Georgia (bandiera)         | G     | Thaddus McFadden   | 1987 | 188  | 82   |      |
| 15 | Romania (bandiera) · Spagna (bandiera)              | C     | Emanuel Cățe       | 1997 | 206  | 109  |      |
| 22 | Stati Uniti (bandiera)                              | P     | Isaiah Taylor      | 1994 | 188  | 77   |      |
| 27 | Stati Uniti (bandiera) · Rep. Dominicana (bandiera) | AP    | Sadiel Rojas       | 1989 | 198  | 89   |      |
| 35 | Stati Uniti (bandiera) · Svezia (bandiera)          | AP    | Chris Czerapowicz  | 1991 | 201  | 95   |      |
| 77 | Grecia (bandiera)                                   | AP    | Kōstas Vasileiadīs | 1984 | 201  | 102  |      |

### Staff tecnico
| Allenatore: | Sito Alonso             |
| Assistenti: | Óscar Lata, Lucas Pérez |

## Allenatori
- Felipe Coello 1985–1991, 1991–1992, 1992, 1998, 2002–2004
- Moncho Monsalve 1991, 1993
- Clifford Luyk 1991
- Fernando Sánchez Luengo 1991
- Iñaki Iriarte 1992
- José María Oleart 1993–1996, 2002
- Ricardo Hevia 1996
- Alberto Sanz 1996–1997
- Manolo Flores 1998–2000
- Pepe Rodríguez 2000–2002
- Miguel Ángel Martín 2004
- Iván Déniz 2004–2005

- Chete Pazo 2005
- Manel Comas 2005–2006
- Manolo Hussein 2006–2009
- Moncho Fernández 2009
- Edu Torres 2009–2010
- Luis Guil 2010–2012
- Óscar Quintana 2012-2014, 2016-2017
- Marcelo Nicola 2014
- Diego Ocampo 2014–2015
- Fōtīs Katsikarīs 2015–2016, 2017
- Ibon Navarro 2017–2018
- Javier Juárez 2018–2019
- Sito Alonso 2019–

## Sponsor
Il CB Murcia ha avuto numerosi sponsor durante gli anni:
| - CB Juver Murcia 1985–1993 - CB Murcia Artel 1997–1998 - Recreativos Orenes CB Murcia 1998–1999 - CB Etosa/Etosa Murcia 2000–2003 - Polaris World CB Murcia 2003–2008 |

## Palmarès
- Liga LEB Oro: 3

1997-1998, 2002-2003, 2010-2011
- Copa Príncipe de Asturias: 1

2006

### Premi individuali
Campione tiro tre punti Liga ACB
- Pedro Robles – 2009